# 338

338(삼백삼십팔)은 337보다 크고 339보다 작은 자연수다.

## 수학
- 합성수로, 그 약수는 1, 2, 13, 26, 169, 338이다. 진약수의 합은 211이므로, 338은 부족수다.
- {\displaystyle 338=7^{2}+17^{2}}
  - 서로 다른 두 자연수의 제곱합으로 나타낼 수 있는 수다.
- {\displaystyle 99^{4}-1}은 338로 나누어떨어진다.

## 과학
- NGC 338(영어판): 물고기자리 방향에 있는 나선 은하.

## 교통

### 철도
- 수도권 전철 3호선 잠원역의 역번호.
- 대구 도시철도 3호선 수성못역의 역번호.

### 도로
- 일본 338번 국도: 홋카이도 하코다테시에서 아오모리현 가미키타군 오이라세정까지 이어지는 일본의 국도.
- 현도 제338호선

## 군사
- U-338(영어판, 독일어판): 제2차 세계 대전에 사용된 나치 독일의 군용 잠수함.

## 문화유산
- 대한민국의 보물 제338호: 금령총 금관
- 대한민국의 사적 제338호: 영암 구림리 요지

## 방송
- KT HCN의 OUN 방송대학TV 채널 번호.

## 기타
- 연도: 338년, 기원전 338년